# Wasilij Popow (radziecki polityk)
Wasilij Fiodorowicz Popow (ros. Васи́лий Фёдорович Попо́в, ur. 7 marca 1903 w Rostowie nad Donem, zm. 3 grudnia 1964) – radziecki polityk, ludowy komisarz kontroli państwowej ZSRR (1941-1946), przewodniczący Zarządu Banku Państwowego ZSRR (1948-1958).
Od 1920 w Armii Czerwonej, pomocnik maszynisty Dońskiej Flotylli Wojennej Frontu Kaukaskiego, 1921-1923 pracował na kolei, od kwietnia 1922 do stycznia 1923 komendant stacji marszrut w Batajsku. Od 1923 działacz RKP(b) i pracownik instytucji finansowych m.in. jako agent, starszy agent, pomocnik inspektora finansowego, inspektor finansowy, starszy inspektor finansowy okręgowego wydziału finansowego, kierownik rejonowego i miejskiego wydziału finansowego. 1934-1937 studiował w Akademii Finansowej, po czym został zastępcą ludowego komisarza finansów Tatarskiej ASRR. Od lutego 1938 do kwietnia 1939 ludowy komisarz finansów Rosyjskiej FSRR, później zastępca i I zastępca ludowego komisarza finansów ZSRR. Od 22 czerwca 1941 do 15 marca 1946 ludowy komisarz kontroli państwowej ZSRR. Od 23 marca 1948 do 31 marca 1958 przewodniczący Zarządu Banku Państwowego ZSRR, później I zastępca przewodniczącego Zarządu tego banku, od listopada 1959 na emeryturze. Deputowany do Rady Najwyższej Rosyjskiej FSRR 1 i 2 kadencji. Odznaczony Orderem Lenina i Orderem Czerwonego Sztandaru Pracy. Pochowany na cmentarzu Nowodziewiczym.